# Guillaume-Anne Salomon de La Saugerie
Guillaume-Anne Salomon de La Saugerie est un homme politique français né en 1743 à Orléans (Loiret) et décédé le 6 avril 1795 au même lieu.
Avocat à Orléans, il est député du tiers état aux États généraux de 1789. Adjoint du doyen, il participe à l'organisation des travaux au début de l'assemblée, réglant les détails de la réunion des trois ordres. Il est ensuite inspecteur des bureaux de l'Assemblée. Il est secrétaire le 10 novembre 1789 et fut chargé de la rédaction des procès verbaux.

## Sources
- « Guillaume-Anne Salomon de La Saugerie », dans Adolphe Robert et Gaston Cougny, Dictionnaire des parlementaires français, Edgar Bourloton, 1889-1891 [détail de l’édition]
- Ressource relative à la vie publique :   - Base Sycomore